# Orangescirula yongchuanensis
Orangescirula yongchuanensis är en spindeldjursart som beskrevs av Bu och Li 1987. Orangescirula yongchuanensis ingår i släktet Orangescirula och familjen Cunaxidae. Inga underarter finns listade i Catalogue of Life.